# Gastón Otreras
Oscar Gastón Otreras (ur. 24 sierpnia 1985 w Quilmes) – argentyński piłkarz występujący na pozycji prawego pomocnika, obecnie zawodnik meksykańskiego La Piedad.

## Kariera klubowa
Otreras jest wychowankiem zespołu Boca Juniors, jednak nie potrafił się przebić do pierwszej drużyny i profesjonalną karierę piłkarską rozpoczął w 2006 roku drugoligowym Huracánie de Tres Arroyos. Latem 2007, po spadku Huracánu do trzeciej ligi, Otreras przeniósł się do urugwajskiego Central Español z siedzibą w stolicy państwa, Montevideo. Podczas roku spędzonego w zespole Argentyńczyk rozegrał 28 spotkań w Primera División Uruguaya (22 w wyjściowej jedenastce), strzelając dwa gole i zajmując z Central Español dziesiąte miejsce w tabeli sezonu Apertura i dwunaste miejsce w tabeli rozgrywek Clausura.
W lipcu 2008 Otreras został zawodnikiem meksykańskiej Tijuany, występującej na drugim szczeblu rozgrywek, Liga de Ascenso. Wywalczył z drużyną dwa tytuły wicemistrza (Clausura 2009, Clausura 2011) i jeden tytuł mistrza drugiej ligi (Apertura 2010), dzięki czemu Tijuana latem 2011 awansowała do meksykańskiej Primera División. Zaraz po awansie Tijuany do pierwszej ligi, Otreras podpisał umowę z urugwajskim pierwszoligowcem Bella Vista z Montevideo. Po upływie zaledwie pół roku powrócił jednak do Meksyku, gdzie zasilił drugoligowy CF La Piedad.